# Dólar de Brunéi
El dólar (en malayo: ringgit, y en inglés: dollar) es la moneda oficial del Sultanato de Brunéi desde 1967. Se divide en 100 sen, y normalmente se abrevia utilizando el símbolo del dólar ($), o B$ para diferenciarlo de otras monedas denominadas en dólares. El dólar de Brunéi se cambia a la par con el dólar de Singapur gracias a un acuerdo económico firmado en la década de los años 70.

## Historia
El primer tipo de moneda que se utilizó en Brunéi fueron conchas marinas. Durante la segunda mitad del siglo XIX se acuñaron monedas de estaño denominadas pitis. A estas monedas les siguieron monedas de 1 centavo del dólar de las Colonias del Estrecho.
Como protectorado del Reino Unido, Brunéi utilizó el dólar del Estrecho a principios del siglo XX, y más tarde adoptaría el dólar de Malaya y el dólar de Malaya y Borneo hasta 1967, cuando empezó a emitir su propia moneda.
El dólar de Brunéi sustituyó al dólar de Malaya y Borneo en 1967 tras la formación de Malasia y la independencia de Singapur. Hasta el 23 de julio de 1973, el ringgit malayo se cambiaba a la par con el dólar de Singapur y el dólar de Brunéi. Hoy en día, las Autoridades Monetarias de Singapur y Brunéi mantienen esta intercambiabilidad. En Singapur se aceptan dólares de Brunéi, sin embargo no es moneda de curso legal. Por el contrario, el dólar de Singapur sí se acepta en Brunéi.

## Monedas
Desde la independencia del Sultanato en 1967 se han acuñado hasta cuatro series de monedas. Las características técnicas de todas ellas no han variado, sin embargo sí lo han hecho los retratos de los distintos sultanes que han gobernado el país desde entonces.
| Denominación | Emisión   | Metal    | Canto    | Diámetro (mm) | Peso (g) | Anverso               | Reverso                   |
| ------------ | --------- | -------- | -------- | ------------- | -------- | --------------------- | ------------------------- |
| 1 Sen        | 1993-2007 | Cu+Zn    | Liso     | 17,70         | 1,24     |                       |                           |
| 1 Sen        | 2008-     | Cu+Ni+Zn | Liso     | 17,70         |          | Muda Hassanal Bolkiak | Flor estilizada de cerezo |
| 5 Sen        | 1993-     | Cu+Ni    | Estriado | 16,26         | 1,56     |                       |                           |
| 10 Sen       | 1993-     | Cu+Ni    | Estriado | 19,40         | 2,60     |                       |                           |
| 20 Sen       | 1993-     | Cu+Ni    | Estriado | 23,50         | 4,50     |                       |                           |
| 50 Sen       | 1993-     | Cu+Ni    | Estriado | 27,70         | 7,29     |                       |                           |

## Billetes
En 1967, el gobierno (Kerajaan Brunéi) introdujo los primeros billetes en denominaciones de 1, 5, 10, 50 y 100 dólares. En 1979 se añadieron los billetes de 500 y 1000 dólares. En 1989 el nombre del país emisor cambió a Negara Brunei Darussalam. Ese mismo año se introdujeron las denominaciones de 10 000 dólares. Todas las denominaciones están escritas en malayo, con los alfabetos jawi y latino. En las antiguas series la denominación inglesa aparecía en el reverso junto a la denominación en malayo, pero ahora aparece en el reverso con la escritura jawi. Desde 2004 se están sustituyendo las series impresas en papel por otras nuevas en polímero.
| Denominación   | Color predominante | Dimensiones | Descripción del anverso                                                                                               | Descripción del reverso                                                                      |
| -------------- | ------------------ | ----------- | --- | -------------------------------------------------------------------------------------------- |
| 1 Dólar        | Azul               | 141 x 69 mm | $1 - SATU RINGGIT - Muda Hassanal Bolkiah - Flor (Riverside simpur) - NEGARA BRUNEI DARUSSALAM                        | $1 - ONE DOLLAR - Cascada - Bosque tropical - بروني دارالسلام                                |
| 5 Dólares      | Verde              | 141 x 69 mm | $5 - LIMA RINGGIT - Muda Hassanal Bolkiah - Nepenthes albomarginata - NEGARA BRUNEI DARUSSALAM                        | $5 - FIVE DOLLARS - Bosque tropical - بروني دارالسلام                                        |
| 10 Dólares     | Rojo               | 141 x 69 mm | $10 - SEPULUH RINGGIT - Muda Hassanal Bolkiah - Hojas - NEGARA BRUNEI DARUSSALAM                                      | $10 - TEN DOLLARS - Bosque tropical - بروني دارالسلام                                        |
| 50 Dólares     | Azul/Marrón        | 158 x 75 mm | $50 - LIMA PULUH RINGGIT - Muda Hassanal Bolkiah - Petrolero - NEGARA BRUNEI DARUSSALAM                               | $50 - FIFTY DOLLARS - Plataforma petrolífera - بروني دارالسلام                               |
| 50 Dólares     | Azul/Marrón/Verde  | 158 x 75 mm | $50 - LIMA PULUH RINGGIT - Muda Hassanal Bolkiah - Etlingera solaris - NEGARA BRUNEI DARUSSALAM                       | $50 - FIFTY DOLLARS - Bosque tropical - بروني دارالسلام                                      |
| 100 Dólares    | Verde/Marrón       | 158 x 75 mm | $100 - SERATUS RINGGIT - Muda Hassanal Bolkiah - NEGARA BRUNEI DARUSSALAM                                             | $100 - ONE HUNDRED DOLLARS - Aeropuerto Internacional de Brunéi - بروني دارالسلام            |
| 100 Dólares    | Granate            | 158 x 75 mm | $100 - SERATUS RINGGIT - Muda Hassanal Bolkiah - NEGARA BRUNEI DARUSSALAM                                             | $100 - ONE HUNDRED DOLLARS - Bosque tropical - بروني دارالسلام                               |
| 500 Dólares    | Naranja            | 175 x 81 mm | $500 - LIMA-RATUS RINGGIT - Muda Hassanal Bolkiah - Mezquita del Sultán Omar Ali Saifuddin - NEGARA BRUNEI DARUSSALAM | $500 - FIVE HUNDRED DOLLARS - Royal Regalia - بروني دارالسلام                                |
| 500 Dólares    | Rosa               | 175 x 81 mm | $500 - LIMA-RATUS RINGGIT - Omar Ali Saifuddien III - Orthosiphon aristatus - NEGARA BRUNEI DARUSSALAM                | $500 - FIVE HUNDRED DOLLARS - Mezquita del Sultán Omar Ali Saifuddin - بروني دارالسلام       |
| 1.000 Dólares  | Granate/Azul/Verde | 182 x 84 mm | $1000 - SERIBU RINGGIT - Muda Hassanal Bolkiak - Merremia borneensis - NEGARA BRUNEI DARUSSALAM                       | $1000 - ONE THOUSAND HUNDRED DOLLARS - Edificio del Ministerio de Economía - بروني دارالسلام |
| 10.000 Dólares | Verde              |             | $10000 - SEPULUH RIBU RINGGIT - Muda Hassanal Bolkiak - Passiflora foetida - NEGARA BRUNEI DARUSSALAM                 | $10000 - TEN THOUSAND HUNDRED DOLLARS - Edificio de la Corte Suprema - بروني دارالسلام       |